# Leif Elinder
Leif Elinder, född 1943, är en svensk läkare som är specialiserad som allmänläkare och barnläkare. Han arbetar som särskoleläkare i Uppsala, men har även varit verksam i Australien och Nya Zeeland. 
Elinder hotades år 2005 av uppsägning från sin anställning som försäkringsläkare vid Försäkringskassan i Uppsala. Arbetsgivaren hävdade att Elinders bedömningar inte grundade sig på beprövad medicinsk erfarenhet och att han gjorde helt andra bedömningar än andra försäkringsläkare. Inför hotet om uppsägning gick han med på att mot ekonomisk ersättning lämna sin tjänst vid Försäkringskassan från och med den 1 mars 2006. Föreningen Attention har drivit på för att försöka få Elinders läkarlegitimation indragen.

## Opinionsbildning

### Kritik av Göteborgsstudien om barn med DAMP
Elinder gjorde sig bemärkt som kritiker, tillsammans med sociologen Eva Kärfve, av psykiatrikern Christopher Gillbergs forskning om DAMP. Han skrev flera insändare i Läkartidningen, Dagens Medicin och Lärartidningen, där han framförde sina åsikter om diagnosen och forskningen om de drabbade barnens behov. Tillsammans med Eva Kärfve ville Elinder få ut forskningsunderlaget för att studera det låga bortfallet i den studerade gruppen. I likhet med Kärfve misstänkte han att Gillbergs öppet redovisade resultat hade tillkommit med användning av en statistiskt otillfredsställande metodik.

### Charta 2008
Åren 2013–2016 satt Elinder i styrelesen för Charta 2008.

## Artiklar
- Dyslexia, ADHD (Attention Deficit Disorder) and Asperger syndrome. Healthy individuals are declared sick in a diagnosis-oriented society, Läkartidningen 1997, 94(39):3391-3; (se även discussion 3393-4).